# 678 Fredegundis
678 Fredegundis este o planetă minoră (asteroid), cu un diametru de 39,585 km, din centura de asteroizi. A fost descoperită pe 22 ianuarie 1909 la Observatorul Königstuhl de Wilhelm Lorenz⁠(d). 
Obiectul prezintă o orbită caracterizată de o semiaxă mare de 2,5715736146269 UAi, o excentricitate de 0,22035706540315, o înclinație de 6,084 ° în raport cu ecliptica.